# جينيفيف فوكس
جينيفيف فوكس (بالإنجليزية: Genevieve Fox)‏ هي كاتبة للأطفال وكاتِبة أمريكية، ولدت في 1888، وتوفيت في 5 أكتوبر 1959.